# Sarah Gronertová
Sarah Gronertová (* 6. července 1986) je současná německá profesionální tenistka, která dosud hrála pouze na okruhu ITF. Hraje pravou rukou, bekhendem obouruč. Jejím nejvyšším umístěním na žebříčku WTA ve dvouhře bylo 254. místo (15. únor 2010). Na okruhu ITF dosud vyhrála 5 turnajů ve dvouhře a 1 turnaj ve čtyřhře.
Sarah Gronertová se narodila jako hermafrodit (s mužskými i ženskými pohlavní orgány). Ve svých 19 letech si nechala operativně z těla odstranit mužské pohlavní orgány a je tudíž právně považována za ženu.

## Finálové účasti na turnajích WTA (0)
Žádného finále na WTA se neúčastnila.

## Vítězství na okruhu ITF (6)

### Dvouhra (5)
| Č. | Datum              | Turnaj    | Dotace   | Povrch      | Soupeřka ve finále   | Výsledek         |
| 1. | 25. leden, 2009    | Kaarst    | 10 000 $ | koberec (h) | Irina Kuzminová      | 2-6, 6-4, 7-5    |
| 2. | 7. březen, 2009    | Ra'anana  | 10 000 $ | tvrdý       | Davinia Lobbingerová | 6-0, 6-1         |
| 3. | 19. červenec, 2009 | Darmstadt | 25 000 $ | antuka      | Zuzana Kučová        | 6-1, 6-1         |
| 4. | 16. srpen, 2009    | Versmold  | 10 000 $ | antuka      | Darija Juraková      | 6-3, 3-6, 7-6(5) |
| 5. | 17. leden, 2010    | Glasgow   | 10 000 $ | tvrdý (h)   | Julia Babilonová     | 2-6, 6-2, 6-1    |

### Čtyřhra (1)
| Č. | Datum           | Turnaj   | Dotace   | Povrch | Partnerka     | Soupeřky ve finále               | Výsledek |
| 1. | 6. březen, 2009 | Ra'anana | 10 000 $ | tvrdý  | Keren Šlomová | Lucia Kovarčíková Zuzana Linhová | 7-5, 7-5 |